# Isparta
Pour la province, voir Isparta (province).
Isparta (Sparte) est une ville de Turquie, préfecture de la province du même nom. Sa population est de 243.020 habitants d'après le recensement de 2019.

## Géographie
Isparta est située au centre de la Région des lacs (Göller Bolgesi) sur les hauts plateaux de la chaîne du Taurus (Toros Dağları).
La réputation d'Isparta provient de l'huile de rose obtenue d'une variété appelée les « roses d'été de Damas » (Rosa damascena) qui poussent à profusion dans la région dans les jardins et les champs en terrasses des pentes douces des montagnes. Les roses sont cueillies tôt le matin lorsqu'elles sont à demi ouvertes et que leur parfum est le plus embaumant. L'huile de rose est produite par la distillation des pétales soumises à une forte vapeur dans des cuves en cuivre. Cette vapeur se condense et est récoltée dans de grandes bouteilles, produisant l'eau de rose, mais une fine couche d'huile jaune, appelée « Gül yağı » en turc ou essence de rose, flotte à la surface. Cette huile d'une grande valeur est utilisée dans l'industrie cosmétique. La quasi-totalité de la quantité fabriquée est exportée en France, à Grasse, la ville du parfum.
La Rose d’Isparta ( Rosa x damascena Mill. ) , est une rose hybride dérivée de la « Rosa Gallica » et les espèces de « Rosa Moschata ».
Importée  dans la région d’Isparta et Burdur de Bulgarie au XIXe siècle, elle est cultivée pour obtenir de l’huile essentielle de rose à destination de la parfumerie. Aujourd’hui les régions de Burdur et d’Isparta, ont fait de la Turquie l’un des principaux centres de production de parfum de rose.
Isparta est aussi réputée pour ses tapis à poils longs.

## Histoire
La ville d'Isparta tient son nom de l'ancienne forteresse byzantine de Saporda. Entre les VIIIe et XIVe siècles, les sources islamiques la mentionne en tant que Sabarta.
Faisant alors partie de l'Empire byzantin, la ville est prise par les Turcs Seldjoukides en 1203. À la suite de l'effondrement du sultanat seldjoukide de Roum, Isparta et sa région intègre le beylicat des Hamidides, dont les délimitations sont comprises par les quatre grands lacs de la région, avec pour capitale Eğirdir à partir de 1310.
En 1381, le territoire d'Isparta fut vendu au sultan ottoman Mourad Ier, pour être ensuite nommé le chef-lieu du sandjak de Hamid, relevant de l'eyalet d'Anatolie.
Au cours du XIVe siècle, Isparta accueille le siège du Métropolite de Pisidie. À ce titre, la ville dispose de nombreuses églises chrétiennes. À l'aube du XXe siècle, on y compte 8 églises grecques orthodoxes et une église arménienne. Sur une population totales estimée de 30,000 habitants, la ville compte une communauté grecque de 6,000 personnes et une communauté arménienne de 500 individus. Cela s'ajoute à l'important patrimoine islamique de compte la ville d'Isparta. À la même époque, on dénombre 12 mosquées, 63 masjids, ainsi que 9 madrasas incluant une bibliothèque de 600 volumes.

## Jumelages
- Bitlis - Turquie
- Comrat - Moldavie
- Genk - Belgique
- Bakou - Azerbaïdjan

## Personnalités célèbres liées à la ville
- Halil Hamid Pasha (1736-1785), grand vizir ottoman (1782-1785), né à Isparta
- Süleyman Demirel, ancien premier ministre et Président de la Turquie est né dans le village d'Islamköy à Isparta.
- Zeki Demirkubuz, réalisateur, scénariste et producteur de film cinématographique.
- Said Nursî, un penseur musulman qui a passé les dix dernières années de sa vie dans cette ville.
- Bora Maviş, alpiniste qui a escaladé l'Everest.
- Herman Braun-Vega, peintre péruvien qui a été nommé Docteur honoris causa de l'université Süleyman Demirel en 2009.
- Emre Aydın, auteur-compositeur-interprète de musique rock.
- Erkan Mumcu, ancien chef du Parti de la mère patrie.
- Mustafa Dogan, footballeur.

## Tourisme
Les vieux monuments de la ville sont le château seldjoukide du XIVe siècle, la grande Mosquée (Ulu camii 1417), le Bazar (Bedesten 1561) ottoman, et la Mosquée Firdevs Paşa construite par Mimar Sinan.
Au sud d'Isparta, à 1 405 m d'altitude, se trouve le lac de Gölcük entouré de pins aromatiques.
Le Festival du Tapis et de la Rose a lieu chaque année en juillet à Isparta.

## Sports
La seule équipe professionnelle est le club de football Ispartaspor.